# Hans-Henrik Ørsted
Pour les articles homonymes, voir Oersted.
Hans-Henrik Ørsted, né le 13 décembre 1954 à Grenaa, est un coureur cycliste danois.

## Palmarès sur route

### Palmarès amateur
- 1977
  - 2e du championnat du Danemark du contre-la-montre amateurs
- 1978
  -  Champion du Danemark du contre-la-montre amateurs
  -  Champion du Danemark du contre-la-montre par équipes amateurs
- 1979
  - 4ea étape du Ruban granitier breton (contre-la-montre)
  - Grand Prix de France (contre-la-montre)
- 1980
  -  Champion du Danemark du contre-la-montre amateurs
  - 3e de Paris-Mantes

### Palmarès professionnel
- 1981
  - 3e du Grand Prix des Nations
- 1982
  - 5e du Grand Prix des Nations
- 1985
  - Trophée Baracchi (avec Francesco Moser)
- 1986
  - Prologue et 5eb étape (contre-la-montre) du Tour du Danemark

## Palmarès sur piste

### Jeux olympiques
- Moscou 1980
  -  Médaillé de bronze de la poursuite

### Championnats du monde
- Besançon 1980
  -  Médaillé de bronze de la poursuite
- Brno 1981
  -  Médaillé d'argent de la poursuite
- Leicesterv 1982
  -  Médaillé d'argent de la poursuite
- Zurich 1983
  -  Médaillé de bronze de la poursuite
- Barcelone 1984
  -  Champion du monde de poursuite
- Bassano del Grappa 1985
  -  Champion du monde de poursuite
- Colorado Springs 1986
  -  Médaillé d'argent de la poursuite
- Vienne 1987
  -  Champion du monde de poursuite

### Six jours
- 1981 : Dortmund, Herning (avec Gert Frank)
- 1983 : Herning (avec Gert Frank)
- 1984 : Gand, Munich (avec Gert Frank)
- 1985 : Berlin (avec Danny Clark), Copenhague (avec Gert Frank)
- 1988 : Copenhague (avec Roman Hermann)

### Championnats d'Europe
- 1981
  -  Champion d'Europe de l'américaine (avec Gert Frank)
- 1983
  -  Champion d'Europe de l'américaine (avec Gert Frank)

### Championnats du Danemark
- Champion de Danemark de poursuite par équipes amateurs : 1975, 1977 et 1978
- Champion de Danemark de poursuite amateurs : 1977, 1978 et 1980
- Champion de Danemark de la course aux points amateurs : 1978
- Champion de Danemark de poursuite : 1981 et 1984
- Champion de Danemark de l'omnium : 1981 et 1987

## Récompenses
- Cycliste danois de l'année en 1978 et 1979